# Hugo: Smakkaball
Hugo: Smakkaball è un videogioco sportivo in 3D del 2003 sviluppato e pubblicato dalla software house ITE Media, esclusivamente per Microsoft Windows. Esso è uno spin-off della serie di Hugo, il trentesimo gioco in ordine di produzione.

## Modalità di gioco
In Hugo: Smakkaball, il giocatore partecipa ad una particolare competizione sportiva chiamata per l'appunto Smakkaball, dove sfiderà i personaggi dell'universo di Hugo (selezionabili all'inizio della partita) controllati dal computer o da un altro giocatore.
Questa disciplina uno contro uno si svolge in un'arena chiusa. Ci sono ventiquattro segni raffigurati sulle pareti dell'arena, sei per ogni lato. Il giocatore deve lanciare la palla verso un segno per illuminarlo del proprio colore corrispondente, così facendo guadagna punti. Più segni vengono illuminati e conquistati, più punti si ricevono. Nel caso l'avversario centra un segno del colore del giocatore, quest'ultimo può centrarlo di nuovo per riprenderselo. Egli vince l'incontro quando ha accumulato il maggior numero di punti allo scadere dei 3 minuti di tempo.
Durante la partita vengono rilasciati dei power-up che influenzano la potenza di lancio, la velocità di corsa, l'attrazione della palla e anche i punti bonus (una pentola d'oro). Se il giocatore viene colpito dalla palla, può rimanere stordito per un po'. C'è anche un personaggio minion che potrebbe apparire e bloccare il giocatore o l'avversario standogli accanto e interferire con il suo gioco.
Tornando ai personaggi, ce ne sono quattro di cui scegliere tra Hugo, TrolleRat, TrolleRut e Jean Paul. Ciascuno di essi ha un livello adattato di velocità, forza, resistenza e salute. Dopo un incontro, al giocatore vengono assegnati punti potenziamento da distribuire sulle statistiche del personaggio scelto.

## Accoglienza
Ci sono solo tre recensioni presenti sul Web riguardo a Hugo: Smakkaball, tutte negative. PC Zone gli dà un 10/100, definendolo atroce, privo di idee, fascino e contenuti. PC Games assegna il 27/100, rivolgendo il titolo solamente ai più piccoli. Infine, PC Action diede la percentuale del 9%, ritenendolo semplicemente noioso.